# Yves Salgues
Œuvres principales
- Les Chants de Nathanaël
- L'Héroïne : une vie

Yves Salgues, né le 2 février 1922 à Cazals (Lot) et mort le 4 avril 1997 à Boulogne-Billancourt, est un journaliste et écrivain français.

## Biographie
Tour à tour reporter à Paris Match, rédacteur en chef de Jours de France et chroniqueur littéraire dans Madame Figaro, il est l'auteur d'un recueil de poèmes (Les Chants de Nathanaël, Prix Guillaume-Apollinaire 1943), de biographies d'artistes (Charles Aznavour, Serge Gainsbourg, James Dean) et de romans, dont un récit érotique intitulé Miss Innocence (1956). En 1947 il publie sous le pseudonyme de François Sauvage Plus près de toi et Chanteur de charme dans la collection sentimentale Mélusine (éditions Jean Froissart), aux côtés d'Antoine Blondin et Jacques Laurent. 
Ancien toxicomane, il témoigne de son combat dans ses récits autobiographiques L'Héroïne : une vie (1987) et Le Testament d'un esclave (1991).

## Œuvre

### Poésie
- Statue de l'Amertume
- Les Chants de Nathanaël (1944)
- Bréviaire d'un Gitan (1945)

### Romans
- La Disgrâce des Anges
- Le Jeune Homme endormi (1946)
- Un ange américain (1956)
- Miss Innocence (1956)
- Les Taches du soleil (1957)
- Le Triangle éternel (1980)
- L'Empire des serpents (1990)
- Les Amants de la guerre (1994)
- Dom Juan 40 (1995)

### Récits autobiographiques
- L'Héroïne : une vie (1987)
- Le Testament d'un esclave (1991)
- La Drogue : le calvaire et la grâce (1994)

### Biographies
- James Dean ou le Mal de vivre (1957)
- L'or noir du Sahara : la pathétique aventure de Conrad Kilian (1958)
- Charles Aznavour (1964)
- Malraux (1971), en collaboration avec Pierre Galante
- Salvatore Adamo (1975)
- Gainsbourg ou la Provocation permanente (1991)